# Charleston (Wirginia Zachodnia)
Charleston – miasto w Stanach Zjednoczonych, stolica stanu Wirginia Zachodnia oraz hrabstwa Kanawha, położone nad ujściem rzeki Elk do Kanawhy, u zachodniego podnóża Alleghenów.
W mieście rozwinął się przemysł chemiczny. Ponadto znajduje się tu port lotniczy Yeager.

## Historia
13 września 1862, armie Unii i Konfederacji spotkały się w bitwie pod Charleston.

## Miasta partnerskie
- Słowacja: Bańska Bystrzyca